# Jericho (Nova York)
Jericho és una concentració de població designada pel cens dels Estats Units a l'estat de Nova York. Segons el cens del 2000 tenia 13.045 habitants.

## Demografia
Segons el cens del 2000, Jericho tenia 13.045 habitants, 4.545 habitatges, i 3.813 famílies. La densitat de població era de 1.240,6 habitants per km².
Dels 4.545 habitatges en un 38,6% hi vivien nens de menys de 18 anys, en un 74,8% hi vivien parelles casades, en un 7,1% dones solteres, i en un 16,1% no eren unitats familiars. En el 13,7% dels habitatges hi vivien persones soles el 6,1% de les quals corresponia a persones de 65 anys o més que vivien soles. El nombre mitjà de persones vivint en cada habitatge era de 2,81 i el nombre mitjà de persones que vivien en cada família era de 3,08.
Per edats la població es repartia de la següent manera: un 25,3% tenia menys de 18 anys, un 4,6% entre 18 i 24, un 25,4% entre 25 i 44, un 28,4% de 45 a 60 i un 16,4% 65 anys o més.
L'edat mediana era de 42 anys. Per cada 100 dones de 18 o més anys hi havia 90,2 homes.
La renda mediana per habitatge era de 101.477 $ i la renda mediana per família de 109.635 $. Els homes tenien una renda mediana de 79.204 $ mentre que les dones 48.431 $. La renda per capita de la població era de 45.312 $. Entorn del 2,7% de les famílies i el 4,7% de la població estaven per davall del llindar de pobresa.